# 中国电视艺术委员会
中国电视艺术委员会是中华人民共和国负责电视文艺和网络视听文艺的创作引导、评奖评优等工作的机构，是国家广播电视总局的直属事业单位，经中央编办批准设立。